# جورج ماكليلان (سياسي)
جورج ماكليلان (بالإنجليزية: George McClellan)‏ هو قاضي ومحامي وسياسي أمريكي، ولد في 10 أكتوبر 1856، وتوفي في 20 فبراير 1927. حزبياً، نشط في الحزب الديمقراطي. وقد انتخب عضو مجلس النواب الأمريكي.